# جایزه بزرگ آلمان ۱۹۵۷
جایزه بزرگ آلمان ۱۹۵۷ (انگلیسی: ‎1957 German Grand Prix‎) یک مسابقهٔ موتوری در رشتهٔ اتومبیل‌رانی فرمول یک بود که در تاریخ ۴ اوت ۱۹۵۷ در نوربورگ‌رینگ واقع در نوربورگ، آلمان غربی برگزار شد. این گراند پری در میان ۸ گراند پری در فصل ۱۹۵۷، مسابقهٔ شمارهٔ ۶ بود.
در این مسابقه که در ۲۲ دور و به مسافت ۵۰۱٫۸۲۰ کیلومتر (۳۱۱٫۸۱۶ مایل) برگزار شد، پول پوزیشن توسط خوان مانوئل فانخیو کسب شد و سریع‌ترین زمان برای طی یک دور پیست که برابر با ۹:۱۷٫۴ بود نیز توسط خوان مانوئل فانخیو به ثبت رسید.
خوان مانوئل فانخیو از تیم مازراتی، مایک هاثورن از تیم فراری و پیتر کالینز از تیم فراری به‌ترتیب مقام‌های اول تا سوم مسابقه را کسب کردند.

## رده‌بندی قهرمانی پس از مسابقه
| رده‌بندی قهرمانی رانندگان \| \| جایگاه \| راننده \| امتیاز \| \| -------- \| ------ \| ------------------ \| ------ \| \| \| ۱ \| خوان مانوئل فانخیو \| ۳۴ \| \| \| ۲ \| لوییجی موسو \| ۱۶ \| \| ۳ \| ۳ \| مایک هاثورن \| ۱۳ \| \| ۱ \| ۴ \| تونی بروکز \| ۱۰ \| \| ۱ \| ۵ \| سم هنکس \| ۸ \| \| منبع:[۱] \| \| \| \| |        |                    |        |
| | جایگاه | راننده             | امتیاز |
| | ۱      | خوان مانوئل فانخیو | ۳۴     |
| | ۲      | لوییجی موسو        | ۱۶     |
| ۳ | ۳      | مایک هاثورن        | ۱۳     |
| ۱ | ۴      | تونی بروکز         | ۱۰     |
| ۱ | ۵      | سم هنکس            | ۸      |
| منبع: |        |                    |        |

یادداشت
- تنها پنج جایگاه نخست از هر رده‌بندی نمایش داده شده‌است.